# Aneta Mihaly
Aneta Mihaly (romanès: Aneta Marin)  (Axintele, 23 de setembre de 1957) és una ex-remadora romanesa que va competir durant les dècades de 1970 i 1980.
El 1980 va prendre part en els Jocs Olímpics de Moscou, on fou quarta en la prova del quadruple scull del programa de rem. Quatre anys més tard, als Jocs de Los Angeles, guanyà la medalla de plata en la prova del vuit amb timoner del programa de rem. En el seu palmarès també destaquen tres medalles en el quadruple scull al Campionat del món de rem, dues de plata, el 1977 i 1979; i una de bronze, el 1981.